# Onthophagus aztecus
Onthophagus aztecus là một loài bọ cánh cứng trong họ Bọ hung (Scarabaeidae).